# Người Đan Mạch
Người Đan Mạch là những người có tổ tiên bản địa ở Đan Mạch đang sinh sống ở Đan Mạch hay ở quốc gia và vùng lãnh thổ khác. Tính đến thời điểm năm 2011, có 7 triệu người Đan Mạch. Ngôn ngữ chủ yếu là tiếng Đan Mạch.